# Twierdzenie odwrotne
Ten artykuł został nominowany do wyróżnienia „Dobry Artykuł”.
Weź udział w dyskusji na ten temat.
Twierdzenie odwrotne – twierdzenie utworzone z innego twierdzenia przez zamianę założenia z tezą. Twierdzenie odwrotne da się zbudować z każdej implikacji, czyli zdania postaci „jeśli A, to B” lub analogicznego; symbolicznie: {\displaystyle A\Rightarrow B.} Wtedy twierdzeniem odwrotnym jest „jeśli B, to A”: {\displaystyle B\Rightarrow A,} np.:
- twierdzenie odwrotne do „Każdy poseł jest pełnoletni” to „Każdy pełnoletni jest posłem”;
- implikacja odwrotna do „Myślę, więc jestem” to „Jestem, więc myślę”.

Wyjściowe twierdzenie, z którego zbudowano twierdzenie odwrotne, bywa nazywane twierdzeniem prostym. Kiedy omawia się twierdzenie i jego odwrotność, nazwa „twierdzenie proste” pozwala uniknąć powtórzeń i skrócić wypowiedź – przykładowo w kontekście twierdzenia odwrotnego do twierdzenia Pitagorasa samo twierdzenie Pitagorasa bywa nazywane krócej twierdzeniem prostym. Twierdzenie proste jest odwrotne do swojego twierdzenia odwrotnego, dlatego twierdzenie odwrotne to relacja wzajemna między implikacjami.
Ten artykuł dotyczy głównie twierdzeń odwrotnych w matematyce. Twierdzenie odwrotne do prawdziwego może być prawdziwe lub nie, co pokazano na przykładach z różnych działów jak arytmetyka, geometria, algebra i analiza.

## Przykłady

Równość wszystkich czterech kątów to gwarancja (warunek wystarczający) równości przekątnych:

Twierdzenie odwrotne do powyższego jest fałszywe. Równość przekątnych nie gwarantuje równości wszystkich czterech kątów: To znaczy, że istnieje kontrprzykład, np. trapez równoramienny z obrazka

Prostopadłość przekątnych nie gwarantuje równości wszystkich boków, co pokazują ten obrazek deltoidu i obrazek trapezu wyżej

### Matematyka elementarna
Poprawne twierdzenia, których twierdzenia odwrotne są prawdziwe:
- jeśli iloczyn dwóch liczb rzeczywistych wynosi zero, to co najmniej jedna z tych liczb też wynosi zero[6]:

{\displaystyle (ab=0)\Rightarrow (a=0\vee b=0).}
- twierdzenie Pitagorasa w geometrii płaskiej (planimetrii):

jeśli trójkąt jest prostokątny, to długości jego boków spełniają równanie Pitagorasa;
- twierdzenie Talesa w tym samym dziale matematyki[9];
- twierdzenie Cevy tamże, czasem definiowane jako równoważność, a nie jako implikacja[10][11];
- twierdzenie Menelaosa – też czasem definiowane jako równoważość[12][13];
- twierdzenie o linii środkowej w dowolnym trójkącie:

jeśli odcinek łączy środki boków, to jest równoległy do podstawy trójkąta i równy jej połowie;
- jeśli czworokąt ma dwie pary równoległych boków, to jego przekątne dzielą się na połowy[15];
- twierdzenie Ptolemeusza[16];
- jeśli ostrosłup jest prosty, to jego krawędzie boczne są równej długości[17];
- jeśli ostrosłup jest prosty, to jego krawędzie boczne są pod jednakowym kątem do podstawy[17].

Twierdzenia, których odwrotności są fałszywe:
- jeśli liczba jest podzielna przez dziesięć, to jest podzielna przez pięć[18]:

{\displaystyle 10|a\Rightarrow 5|a.}
Kontrprzykłady do twierdzenia odwrotnego: 5, 15, 25, ... Te liczby są podzielne przez pięć, ale nie przez dziesięć.
- jeśli czworokąt ma wszystkie kąty równe[a], to jego przekątne są równe[19]. Na obrazku pokazano trapez równoramienny przeczący twierdzeniu odwrotnemu[20];
- jeśli czworokąt ma wszystkie boki równe, to jego przekątne są prostopadłe[21]. Implikacji odwrotnej przeczy dowolny deltoid z parą różnych boków[22];
- jeśli czworokąt ma wszystkie boki równe, to tworzą one dwie pary równoległe[b][21]. Dowolny równoległobok o różnych bokach dowodzi fałszu twierdzenia odwrotnego[23].

### Matematyka wyższa
Poprawne twierdzenia z prawdziwym twierdzeniem odwrotnym:
- twierdzenie Gaussa-Lucasa w analizie zespolonej[24].

Prawdziwe twierdzenia, których twierdzenia odwrotne są fałszywe:
- jeśli działanie dwuargumentowe jest łączne, to każdy element ma względem tego działania co najwyżej jeden element odwrotny[25]. Dla twierdzenia odwrotnego kontrprzykładem są oktoniony – w zbiorze tych niezerowych jest jednoznaczne dzielenie, ale mnożenie nie jest łączne[26];
- jeśli nieskończony ciąg niezerowych liczb rzeczywistych ma granicę niewłaściwą {\displaystyle (\pm \infty ),} to ciąg wyrazów odwrotnych dąży do zera[27]:

{\displaystyle {\begin{aligned}&\forall n\in \mathbb {N} _{+}:a_{n}\in \mathbb {R} _{\neq 0};\\&\lim _{n\to \infty }a_{n}\in \{\pm \infty \}\Rightarrow \lim _{n\to \infty }{\frac {1}{a_{n}}}=0;\end{aligned}}}
- warunek konieczny zbieżności szeregu liczb rzeczywistych: jeśli szereg jest zbieżny, to jego wyrazy (składniki) dążą do zera[28].

{\displaystyle \sum _{n=1}^{\infty }a_{n}\in \mathbb {R} \Rightarrow \lim _{n\to \infty }a_{n}=0;}
- twierdzenie Darboux: każda funkcja ciągła ma własność Darboux. Funkcje o tej własności mogą być nieciągłe[29];
- jeśli funkcja rzeczywista ma w jakimś punkcie pochodną – czyli jest w nim różniczkowalna – to jest w tym punkcie ciągła[30];
- twierdzenie Fermata o zerowaniu się pochodnej – jest to warunek konieczny na to, żeby punkt różniczkowalności był ekstremum funkcji, ale nie jest to warunek wystarczający (gwarancja)[31].

## Literatura dodatkowa
- Encyklopedia szkolna – Matematyka, WSiP, Warszawa 1990, ISBN 83-02-02551-8.